# Roberto Mancini (filosofo)
Roberto Mancini (Macerata, 28 dicembre 1958) è un filosofo, docente e politico italiano, professore ordinario di filosofia teoretica.

## Biografia
Roberto Mancini si è laureato in filosofia nel 1981 all’Università di Macerata con 110 e lode con la guida del prof. Giovanni Ferretti; si è poi specializzato in filosofia nel 1983 all’Università di Urbino con il prof. Italo Mancini; ha conseguito il dottorato di ricerca nel 1986 presso l’Università di Perugia svolgendo le sue ricerche, nello stesso periodo (1983-1986), anche presso l'Università Goethe di Francoforte sotto la guida del prof. Karl-Otto Apel.
È professore ordinario di Filosofia teoretica presso l’Università di Macerata. Dal 2011 al 2017 ha insegnato Economia Umana e Filosofia dello sviluppo sostenibile presso l'Accademia di Architettura dell'Università della Svizzera Italiana a Mendrisio. All’Università di Macerata ha ricoperto gli incarichi di presidente del Corso di Laurea in Filosofia, dal 2004 al 2010, e di Vice Preside della Facoltà di Lettere e Filosofia, dal 2006 al 2012. Dal 2022 è direttore del Dipartimento di Studi Umanistici. È stato membro del Direttivo dell’Università per la Pace delle Marche. Dal settembre 2019 è direttore della Scuola di Economia Trasformativa dell’Università per la Pace delle Marche.
Collabora stabilmente con le riviste Servitium, Ermeneutica Letteraria, Altreconomia e Fenomenologia e società. Dirige la collana “Orizzonte Filosofico” e la collana “Tessiture di laicità” presso la Cittadella editrice di Assisi. Dal settembre 2008, per un anno, ha tenuto sul quotidiano Avvenire la rubrica settimanale “Sentire la speranza”. È stato membro del Comitato scientifico della Scuola di Pace della Provincia di Lucca e del Comitato Scientifico della Scuola di Pace del Comune di Senigallia. Collabora da anni con il Centro Volontari per il Mondo di Ancona, con il Coordinamento Nazionale delle Comunità di Accoglienza (CNCA), con la Comunità di Bose, con la Rete di Economia Solidale, con il Gruppo Abele. Nel novembre 2009 ha ricevuto il premio “Zamenhof - Voci della pace” dall’Associazione Italiana per l’Esperanto e dalla Regione Marche.
Dal 2012 al 2016 ha svolto i seminari di “Officina del pensiero critico” presso il Master EMBA dell'Università LUISS “Guido Carli” di Roma.
Il 19 ottobre 2023 l'Associazione culturale Anassilaos di Reggio Calabria gli conferisce la XXXV edizione del Premio Anassilaos "Magna Grecia".
Ha pubblicato oltre 300 articoli di etica, antropologia filosofica, teorie della verità, filosofia della religione, filosofia della politica e dell’economia.

### Attività politica
Alle elezioni europee del 2014 è candidato con L'Altra Europa con Tsipras nella Circoscrizione Italia centrale, dove ottiene più di 6.600 voti senza essere eletto.
Nel 2020 è tra i fondatori del movimento "Dipende da Noi", sorto con la volontà di dare un contributo per rinnovare la politica, per creare un canale tra la parte più impegnata della società civile e le istituzioni regionali, per dare voce ai gruppi, alle associazioni di volontariato e ai singoli presenti in tutto il territorio delle Marche. L'assemblea di Dipende da Noi lo elegge Coordinatore regionale dell'organizzazione il 27 novembre 2020.
Con tale movimento si candida alle elezioni regionali del 2020 come Presidente delle Marche, ricevendo l'appoggio di Sinistra Italiana e Rifondazione Comunista e ottenendo il 2,30% dei voti senza essere eletto.
Alle elezioni comunali di Civitanova Marche del 2022 è candidato con Dipende da Noi nella coalizione di centro-sinistra. La lista ottiene il 4,84% dei voti e Mancini viene eletto nel consiglio comunale. Il 27 dicembre 2023 rassegna le dimissioni da consigliere a causa dei numerosi impegni istituzionali e professionali, lasciando il seggio a Elisabetta Giorgini.
Alle elezioni europee del 2024 è candidato nella circoscrizione Italia centrale con la lista Pace Terra Dignità guidata da Michele Santoro. Mancini raccoglie circa 2.270 preferenze, ma non risulta eletto in quanto la lista non supera la soglia di sbarramento.

## Pensiero
I primi anni della ricerca
Gli interessi, gli autori di riferimento e le prospettive aperte dalla ricerca di Roberto Mancini sono innumerevoli e difficilmente riassumibili in categorie definite e definitive. Il suo pensiero è alimentato costantemente dalla ricerca di esempi che aiutino la filosofia ad interpellare e orientare sapientemente la vita, favorendo così il rinnovamento della società, la costruzione di una nuova economia e l’attuazione dei diritti umani. Inizialmente si confronta con la filosofia di Marx: "Eppure è proprio sul terreno della quotidianità che la filosofia gioca la sua possibilità di essere saggezza per il nostro vivere. Donde l'urgenza di trovare la via per dare un nome ai molteplici eventi umani, per dotare di una legalità interpretativa proprio l'opacità del vissuto quotidiano. Ciò è risultato essenziale soprattutto nell'ambito di un pensiero che, come il marxismo, ha inteso impegnarsi per una trasformazione radicale della realtà", si avvicina agli esponenti della Scuola di Francoforte e dedica la sua ricerca all’etica della comunicazione di Karl-Otto Apel, il quale lo indicherà tra gli studiosi italiani più originali che hanno proseguito la sua opera in Italia. Nel frattempo Mancini sviluppa un’interessante teoria della verità non intesa come adeguamento o evidenza ma come “teoria dialogica”. Secondo questa teoria la verità sarebbe “sovrabbondante, partecipabile, interpellante, vivente” e sarebbe l’anima di ogni dialogo. Quest’ultimo, reciprocamente, quando si svolge con gli altri, non accade tanto “sulla” verità ma è anche sempre un dialogo con la verità.
Pensiero politico e critica della globalizzazione
Agli inizi degli anni 2000 cresce l’interesse per i temi riferiti alla critica del modello imperante della globalizzazione, su scala mondiale, fino ad incontrare i percorsi filosofici di Gandhi, di Aldo Capitini e di Emmanuel Levinas: tre fonti fondamentali per comprendere e vivere l’amore politico nonviolento. L’ipotesi di Mancini è che l’amore interpersonale possa e debba essere dilatato in forme collettive e che la vicenda della nonviolenza possa valere per l’essere umano come una parabola, come un racconto che ci riguarda direttamente: "in realtà, ciò che può essere detto onestamente è solo quanto, essendo vero, ci libera e ci rimanda alla responsabilità per gli altri e per il mondo. Tale nucleo di verità passa attraverso di noi, dev'essere dato alla luce attraverso l'esistenza personale e comunitaria. Questo, e nulla di meno, è insieme il compito e la passione degli esseri umani, dell'amore politico nonviolento e della stessa filosofia". Sempre in quegli anni scopre la profonda vicinanza tra il suo pensiero e quello della filosofa andalusa María Zambrano, che lo accompagna verso la maturazione della certezza che ogni essere umano è al mondo per completare la propria nascita di persona originale, unica, infinitamente preziosa e per partecipare alla gestazione di una società umanizzata. "Se subiamo la prima nascita senza alcuna scelta da parte nostra, la nascite che matureranno nel seguito dell'esistenza richiedono sempre la libera scelta. (...) Ogni nascita implica infatti almeno i seguenti elementi: il giungere a compimento di un percorso di maturazione; il rinnovarsi della vita; l'attraversamento irreversibile di un confine; l'emergere di una novità che a suo modo muta il volto del mondo; la trasformazione, per chi nasce, di tutte le condizioni dell'esperienza e del suo rapporto con la realtà; il distacco da un grembo, con la fatica che ciò richiede e la profonda dialettica tra angoscia e fiducia innescata da ogni separazione; il rischio del fallimento; l'essere ospitati e nel contempo l'affacciarsi verso un nuovo incontro". Dalle riflessioni zambraniane viene l’invito a pensare una via percorribile per il cambiamento del sistema capitalista vigente. Mancini individua tale via nella interazione di tre svolte essenziali. La prima è la svolta spirituale che conduce oltre il mito del capitalismo e scaturisce dall’incontro tra le sapienze antropologiche delle culture del mondo. La seconda svolta è metodologica e implica la riorganizzazione dell’economia: un nuovo pensiero al riguardo potrà fiorire grazie all’apporto dei modelli alternativi sia al capitalismo che al socialismo reale. L’ultima svolta è culturale e politica. È la svolta che si nutre del potenziale motivazionale di un’etica del bene comune e della forza trasformativa di una politica che sviluppi la democrazia attraverso la prassi della giustizia restitutiva dei diritti: "Il capitalismo deve temere, più che sommosse e rivoluzioni armate, il risveglio della coscienza delle persone e dei popoli. Non a caso, finché i disastri prodotti dalla civiltà del mercato totale non sono riconosciuti per tali da una coscienza desta, il sistema regge nonostante i suoi fallimenti concreti. Man mano invece che matura questa coscienza critica, si sprigionano le energie adatte al cambiamento. Bisogna che la maggioranza della popolazione mondiale veda chiaramente che la vita non può essere privatizzata, derubata, sottoposta alle regole assurde inventate dalla prepotenza delle oligarchie".
Impegno per la Verità e dialogo con il Cristianesimo
Tale via verso il cambiamento mantiene sempre come orizzonte quel dialogo con la Verità che Mancini indaga fin dall’inizio del suo percorso filosofico e che si approfondisce anche come dialogo con il Cristianesimo. Numerosi sono, in effetti, gli studi che indagano la promessa di compimento e di salvezza che è al centro del Cristianesimo e che sollecitano a vivere la laicità come metodo che permette di convivere, abitando insieme la terra, in modo che ogni cultura o fede possa riconoscersi impegnata con le altre nella costruzione di una convivenza finalmente giusta. Da questo costante dialogo scaturisce la rilettura filosofica della fede cristiana, muovendo dalla riconsiderazione dell’alternativa tra religione e fede, tra la rappresentazione di un dio immaginario e l’adesione al Padre di Gesù. L’approccio è quello di una filosofia della fede che cerca di chiarire il senso del credere e le sue conseguenze per l’esistenza e per la storia: "una chiesa fedele è quella tesa a favorire la gestazione dell'umanità promessa". I temi affrontati riguardano pertanto lo statuto antropologico e conoscitivo della fede, l’esperienza umana del tempo, il confronto con la morte, la fisionomia di un cristianesimo fedele che sappia assumere la centralità della risurrezione. Egli punta a riscoprire le evidenze della fede che spesso restano non viste o fraintese per il sedimentarsi, nella coscienza collettiva, di una serie di ovvietà che sono dette “cristiane” e non lo sono. La radicalità della novità di Gesù, il rifiuto del regime sacrificale e l’adesione alla misericordia amorosa di Dio, la nonviolenza della fede, la logica del dono e lo scandalo dell’amore gratuito, la filialità di Dio sono alcune delle svolte essenziali che permettono di uscire dalla rassegnazione e dalla dispersione e mostrano la soglia d’accesso che libera dal vivere solo per se stessi e proiettano verso una vita dedicata e condivisa, che dà riscontro concreto all’universale aspirazione umana alla felicità.
L’impegno filosofico e il contributo teoretico
Nel suo percorso di ricerca teoretica, confrontandosi con Husserl Mancini sottolinea come il pensiero filosofico di quest’ultimo si qualifichi non sul piano della costruzione arbitraria di teorie, quanto piuttosto come un’autentica conoscenza capace di arrivare al cuore della realtà e al senso della verità; dialogando con Hegel mette in luce alcune indicazioni preziose per riprendere il cammino verso una forma di società liberata dal pericolo, tipico della società globalizzata, di perdere la propria integrità spirituale e di lasciarsi sopraffare dal dominio delle logiche di potere: "vorrei rileggere il pensiero hegeliano nella chiave di una sua intenzionalità costante ed essenziale, quello della critica dell'astrazione in nome del riconoscimento della concretezza della vita e della verità". Ed è aprendosi all’esempio di Gandhi che Mancini giunge a mostrare come la sperimentazione, sia spirituale sia politica, gandhiana conduca oltre il principio del potere, sprigionando l’efficacia dell’amore, assunto come la forza fondamentale dell’esistenza. Il Mahatma è per Mancini, interessato alla ricerca di una vita sensata, fonte di ispirazione e di concretezza. Ispirazione, per l’adesione a uno spirito di verità e di giustizia senza il quale non si può vivere umanamente. Concretezza, per la scoperta di come la via della nonviolenza possa aprirsi nel cuore dei conflitti e nella comune quotidianità.

## Opere

### Opere principali
- L’uomo quotidiano. Il problema della quotidianità nella filosofia marxista contemporanea, Genova, Marietti, 1985.
- Linguaggio e etica. La semiotica trascendentale di Karl-Otto Apel, Genova, Marietti 1988.
- Comunicazione come ecumene, Brescia, Queriniana, 1991.
- L’ascolto come radice: teoria dialogica della verità, Napoli, Edizioni Scientifiche Italiane, 1995 (2. edizione 2009).
- Esistenza e gratuità. Antropologia della condivisione, Assisi, Cittadella 1996 (IIa edizione 2009).
- Il dono del senso, Assisi, Cittadella 1999.
- Il silenzio, via verso la vita, Magnano, Edizioni Qiqajon - Comunità di Bose, 2002.
- Senso e futuro della politica. Dalla globalizzazione a un mondo comune, Assisi, Cittadella, 2002.
- L’uomo e la comunità, Magnano, Edizioni Qiqajon - Comunità di Bose, 2004.
- Il senso del tempo e il suo mistero, Rimini, Pazzini 2005.
- L’amore politico: sulla via della nonviolenza con Gandhi, Capitini e Levinas, Assisi, Cittadella editrice, 2005.
- Esistere nascendo: la filosofia maieutica di Maria Zambrano, Troina, Edizioni Città Aperta 2007 (nuova edizione Assisi, Cittadella editrice, 2009).
- La buona reciprocità. Famiglia, educazione, scuola, Assisi, Cittadella editrice, 2008.
- Desiderare il futuro. Fede cristiana e unità della speranza umana, Rimini, Pazzini, 2008.
- L’umanità promessa. Essere cristiani nell’età della globalizzazione, Magnano, Edizioni Qiqajon - Comunità di Bose, 2009.
- La laicità come metodo. Ragioni e modi per vivere insieme, Assisi, Cittadella editrice, 2009.
- Il servizio dell’interpretazione. Modelli di ermeneutica nel pensiero contemporaneo, Trapani, Edizioni Il Pozzo di Giacobbe, 2010.
- Idee eretiche. Per un’economia della cura, delle relazioni e del bene comune, Milano, Edizioni Altreconomia, 2010.
- Sperare con tutti, Magnano, Edizioni Qiqajon - Comunità di Bose, 2010.
- Per un’altra politica. Scegliere il bene comune, Assisi, Cittadella editrice, 2010.
- Il senso della fede. Una lettura del cristianesimo, Brescia, Queriniana, 2010.
- Visione e verità. Un viaggio nella fenomenologia attraverso le “Ideen I” di Edmund Husserl, Assisi, Cittadella editrice, 2011.
- La logica del dono. Meditazioni sulla società che credeva d’essere un mercato, Padova, Edizioni Messaggero, 2011.
- Per un cristianesimo fedele. La gestazione del mondo nuovo, Assisi, Cittadella editrice, 2011.
- Le logiche del male. Teoria critica della società e rinascita etica, Torino, Rosenberg & Sellier, 2012.
- Teologia o violenza, Città di castello, Edizioni L’Altrapagina, 2012.
- Dalla disperazione alla misericordia. Uscire insieme dalla crisi globale, Bologna, Edizioni Dehoniane, 2012.
- S come solidarietà, Assisi, Cittadella editrice, 2013.
- Trasformare l’economia. Fonti culturali, modelli alternativi, prospettive politiche, Milano, Franco Angeli editore, 2014 (tr. fr. Transformer l’économie, Paris, L’Harmattan, 2016).
- Obbedire solo alla felicità, Romena, Edizioni della Fraternità di Romena, 2014.
- La nonviolenza della fede. Umanità del cristianesimo e misericordia di Dio, Brescia, Queriniana, 2015.
- Ripensare la sostenibilità. Le conseguenze economiche della democrazia, Milano, Franco Angeli editore, 2015.
- Orientarsi nella vita, Magnano, Edizioni Qiqajon - Comunità di Bose, 2015.
- Il senso della misericordia, Romena, Edizioni della Fraternità di Romena, 2016.
- La scelta di accogliere, Magnano, Edizioni Qiqajon, 2016.
- Libertà, Romena, Edizioni della Fraternità di Romena, 2016.
- Esperimenti con la libertà. Coscienza di sé e trasformazione dell’esistenza, Milano, Franco Angeli, 2017.
- La fragilità dello Spirito. Leggere Hegel per comprendere il mondo globale, Milano, Franco Angeli, 2019.
- Utopia. Dall’ideologia del cambiamento all’esperienza della liberazione, Verona, Gabrielli editori, 2019.
- Trasformare la vita. Dalla rassegnazione alla libertà, Romena, Edizioni della Fraternità di Romena, 2019.
- Filosofia della salvezza. Percorsi di liberazione dal sistema di autodistruzione, Macerata, Edizioni dell’Università di Macerata, 2019.
- Gandhi. Al di là del principio di potere, Milano, Feltrinelli, 2021.
- Critica e libertà. Guida alla «Critica della ragion pura» di Immanuel Kant, Macerata, Edizioni dell’Università di Macerata, 2021.
- Il lavoro siamo noi. Verso una conversione di civiltà, Bergamo, Edizioni Cooperativa Achille Grandi, 2022.
- Oltre la guerra. Le vie della pace tra filosofia e teologia, Torino, Effatà Edizioni, 2023 (con Brunetto Salvarani).
- Il senso nella vita. Ragioni e prospettive per una conversione di civiltà, Milano, Franco Angeli, 2024.
- L'intelligenza della speranza. Saggio sul pensiero di Ernst Bloch e il futuro delle nuove generazioni, Milano, Franco Angeli, 2025.

### Opere in collaborazione
- Etiche della mondialità, Assisi, Cittadella editrice, 1997.
- I saperi della liberazione, Trapani, Il pozzo di Giacobbe, 2015.
- Nascere di nuovo, Bergamo, Edizioni Aeper, 2015.
- Solidarietà: una prospettiva etica, a cura di G. Cunico e A. Bruzzone, Milano, Mimesis, 2017.
- Per una democrazia post-razziale, Cinisello Balsamo, Edizioni San Paolo, 2021.
- La giustizia accogliente, Milano, FrancoAngeli, 2022.